# Naogaon S.
Naogaon S. är ett underdistrikt i Bangladesh. Det ligger i den nordvästra delen av landet, 190 km nordväst om huvudstaden Dhaka.
Trakten runt Naogaon S. består till största delen av jordbruksmark. Runt Naogaon S. är det mycket tätbefolkat, med 1 411 invånare per kvadratkilometer.